# رنان لودی
رنان آگوستو لودی دوس سانتوس (پرتغالی: Renan Augusto Lodi dos Santos؛ زادهٔ ۸ آوریل ۱۹۹۸) بازیکن فوتبال اهل برزیل است که در پست دفاع چپ برای باشگاه الهلال بازی می‌کند.
از باشگاه‌هایی که در آن بازی کرده‌است می‌توان به اتلتیکو پارانائنزه و اتلتیکو مادرید و ناتینگهام فارست و مارسی اشاره کرد.

## عملکرد باشگاهی

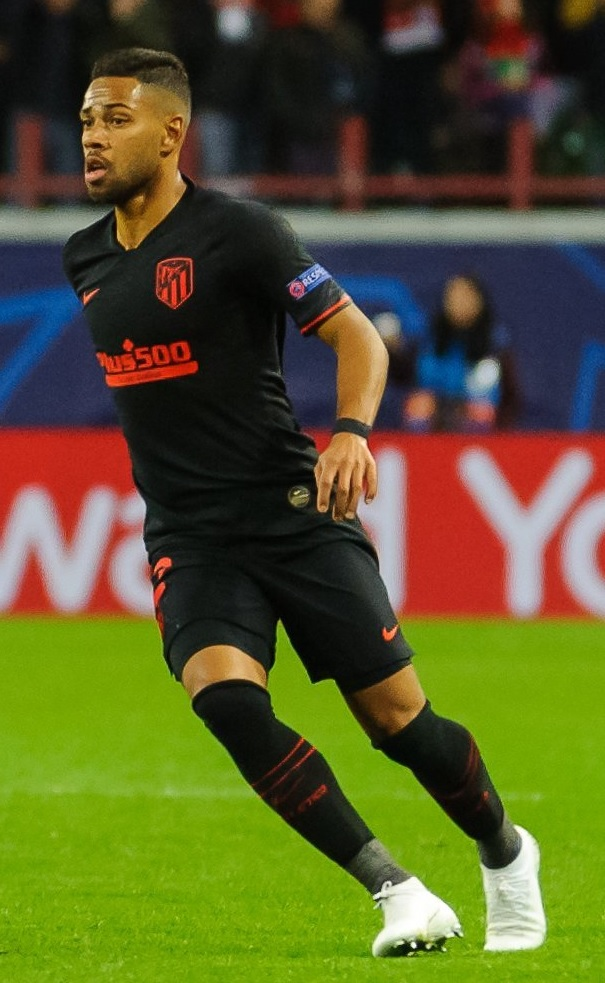
رنان لودی درحال بازی برای اتلتیکو مادرید

### اتلتیکو پارانائنزه
لودی متولد سائو پائولو است. او در سال ۲۰۱۲ به جمع جوانان اتلتیکو پارانائنزه پیوست. او اولین بازی خود در سری آ را در ۱۴ اکتبر ۲۰۱۶ آغاز کرد که بازی با نتیجه ۱–۰ مقابل گرمیو به اتمام رسید. پس از آن که لودی نماینده زیر ۲۳ سال در کامپوناتو پارانانس بود و اولین گل بزرگسالان خود را در ۲۵ مارس ۲۰۱۸ در بازی ۵–۰ خانگی مارینگا به ثمر رساند. سه روز بعد، او قرارداد خود را تا مارس ۲۰۲۱ تمدید کرد. لودی تحت هدایت مربی جدید تیاگو نونز به یک بازیکن فیکس تبدیل شد و قرارداد خود را تا سال ۲۰۲۲ در ۱۰ اوت ۲۰۱۸ تمدید کرد.

### اتلتیکو مادرید
در تاریخ ۲۸ ژوئن ۲۰۱۹، اتلتیکو مادرید در لالیگا برای انتقال لودی به توافق رسید. این قرارداد در ۷ ژوئیه ۲۰۱۹ امضا شد و لودی با این باشگاه قراردادی شش ساله امضا کرد.

## عملکرد بین‌المللی
لودی در تاریخ ۱۰ اکتبر ۲۰۱۹ اولین بازی خود را برای تیم ملی برزیل انجام داد و جایگزین الکس ساندرو در تساوی ۱–۱ با سنگال شد.

## افتخارات

#### اتلتیکو پارانائنزه
- کامپنناتو پارانائنزه:۲۰۱۸٬۲۰۱۹
- کوپا سودامریکانا:۲۰۱۸
- جام حذفی فوتبال برزیل:۲۰۱۹